# 池禅尼 (小惑星)
池禅尼（いけのぜんに、4945 Ikenozenni）は、小惑星帯にある小惑星である。軌道の離心率が比較的大きい。ヴィンチェンツォ・ザッパラは小規模な小惑星族を代表する天体に位置付けている。
1987年9月18日、鈴木憲蔵と浦田武が愛知県豊田市で発見した。

## 命名
名称は、平安時代末期の政治家・平清盛の継母で、源頼朝の助命を嘆願した逸話で知られる池禅尼にちなむ。
浦田は多くの小惑星に『平家物語』に登場する平安時代末期（保元・平治の乱から源平合戦にかけて）の歴史人物の名を付けている。池禅尼の命名は、1992年11月10日付の小惑星回報（MPC）で、(4896) 巴御前、(4959) 二位尼、(5242) 建礼門院とともに公表された。このほか、池禅尼周辺の人物では、夫の (4374) 忠盛、(4375) 清盛、(3902) 頼朝が浦田によって小惑星に命名されている。